# Paris (Wisconsin, Kenosha megye, város)
Paris város az Amerikai Egyesült Államok Wisconsin államában, Kenosha megyében.

## Népesség
A település népességének változása:
| Lakosok száma | 1473 | 1504 | 1397 |
|               | 2000 | 2010 | 2020 |